# Gnorimus decempunctatus
Gnorimus decempunctatus (Helfer, 1833) è un coleottero appartenente alla famiglia degli Scarabeidi (sottofamiglia Cetoniinae).

## Descrizione

### Adulto
G. decempunctatus si presenta come un coleottero di dimensioni medie, oscillando tra i 16 e i 22 mm di lunghezza. Presenta un corpo ovale e robusto dal colore variabile tra il nero, il marrone ed il rossiccio. Sulle elitre presenta dei puntini bianchi e zampe relativamente lunghe.

### Larva
Le larve si presentano come dei vermi bianchi dalla forma a "C". Presentano la testa e le tre paia di zampe sclerificate.

## Biologia
Gli adulti a primavera e restano visibili anche in estate, in ambienti per lo più montani. Sono di abitudini diurne e possono essere osservati sui fiori intenti a nutrirsene. Le larve si sviluppano nel legno marcio di faggi e querce, di cui si nutrono.

## Distribuzione e habitat
G. decempunctatus è un endemismo dei Monti Nebrodi e delle Madonie in Sicilia.

## Conservazione
La IUCN Red List classifica Gnorimus decempunctatus come specie in pericolo di estinzione (Endangered)